# Лазар Личеноски
Лазар Личеноски (Галичник, 26. март 1901 — Скопље, 10. април 1964) био је експресионистички сликар и један од најаутентичнијих македонских сликара пејзажа, у које је уносио и фолклорне елементе. Радио је и мртву природу, портрет и мозаике.

## Биографија
Рођен је у Галичнику, од оца дуборесца. Рано је остао без родитеља, па се сам бринуо о себи. Напустио је четврти разред гимназије и пошао на столарски занат. Седам година је био столар, бавећи се тим занатом до краја Првог светског рата. Обрео је крајем 1921. године у Београду, и "пуким случајем" обрео у уметности, осетивши уметнички порив.
У Београду је 1927. године завршио Уметничку школу са академским курсом. Шест година се учио код професора - уметника Ивановића, Добровића и Миловановића. Од 1927. до 1929. године специјализирао је зидне технике у Паризу, у атељеу Марсел Линоара и код Пол Бодуена на Високој школи за уметности и занате (École nationale supérieure d'arts et métiers), а такође је посећивао и атеље Андреа Лота и академију „Гран Шомје“ (Académie de la Grande Chaumière).

## Каријера
Живео је у Београду, а потом у Скопљу. Прву самосталну изложбу у Београду у Уметничком павиљону "Цвијета Зузорић" имао је септембра 1930. године. Изложбу у малој сали павиљона су му омогућили покровитељи из "Удружења Јужносрбијанаца" у Београду. Био је члан предратне београдске групе „Облик“ (1931). Године 1931. осликао је фреско-иконе у новој православној цркви Св. апостола Петра и Павла у родном Галичнику.
Самосталне изложбе: Скопље, Београд, Загреб; заједничке изложбе: Скопље, Париз, Београд, Лондон, Ливерпул, Манчестер, Солун, Праг, Софија, Рим, Букурешт, Брадфорд.
Био је професор и директор Више школе за примењену уметност у Скопљу, дописни члан САНУ. Добитник Октобарске награде за сликарство 1959. године.

## Дела
- „Бачила“
- „Долап“
- „Афионски полиња“
- „Охридски рибари“ и друга.